# Bertil Perrolf
Bertil Karl Olof Perrolf, ursprungligen Pettersson, född 10 maj 1917 i Solna församling, Stockholms län, död 2 december 2004 i Oscars församling i Stockholm, var en svensk radioman.
Bertil Perrolf, som anställdes vid Radiotjänst som springpojke 1938 kom, tillsammans med bland andra Sven Jerring, att tillhöra de klassiska svenska radiorösterna. Han arbetade som inspicient vid radioteatern och blev tidigt bekant med stora skådespelare som bland andra Anders de Wahl, Inga Tidblad och Georg Rydeberg. Med den sistnämnde gjorde han ett stort antal radioprogram genom åren.
Det var på 1940-talet som Perrolf började göra egna program, först i Skolradion, senare bland annat Lilla Varietén med Stig Järrel och Åke Söderblom. Han var producent för legendariska Frukostklubben med Sigge Fürst under 15 år. 1957 startade Skivor till kaffet, som pågick i 1500 program fram till 1993. Programmet direktsändes från olika arbetsplatser landet runt.
Kännetecknande för Perrolf var hans målande och beskrivande bildspråk som gav lyssnarna en tydlig uppfattning om stämningen och hur det såg ut på platsen där han befann sig. Ett talande uttryck för denna förmåga var när han inledde Skivor till kaffet efter Tage Danielssons frånfälle med orden Det är en grå himmel ute, regnet faller och Tage Danielsson är död.
Han hade ett nära samarbete med Evert Taube och gjorde en mängd radioserier och intervjuer med honom. Klassiskt är mötet mellan Evert Taube och Karl Gerhard vilka Perrolf efter mycket övertalning lyckades förena i ett gemensamt underhållningsprogram. Perrolf gjorde även det årligen återkommande Julöppet i Visby fram till 1999.
1993 utgav Perrolf självbiografin Sidor till kaffet – minnen från femtiofem radioår.
Perrolf var 1950–1960 gift med Anna-Greta Pettersson; hon gifte sig senare Winberg. Bertil Perrolf är begravd på Danderyds kyrkogård.